# Sophocle le Jeune
Sophocle le Jeune est un poète tragique grec du IVe siècle av. J.-C.

## Biographie
Sophocle le Jeune est le fils d'Ariston (dont la mère était Théôris, courtisane de Sicyone), lui-même poète tragique et enfant naturel du grand Sophocle.
Enfant chéri de son illustre grand-père, il rendit à ce dernier l'hommage qu'il lui devait en dirigeant en 401 av. J.-C. la création posthume d'Œdipe à Colone.
Lui-même composa une quarantaine de tragédies à compter de 396 av. J.-C., mais aucune n'est parvenue jusqu'à nous.